# Jimmy Johnstone
James Connolly "Jimmy" Johnstone (30 de setembro de 1944 – 13 de março de 2006), foi um jogador de futebol da Escócia. Johnstone, conhecido como "Jinky", foi votado o maior jogador de todos os tempos do Celtic, pelos torcedores, em 2002.

## Início de vida e carreira
Johnstone era o mais novo de cinco filhos nascidos de Matthew e Sarah Johnstone. Ele cresceu na casa da família na Old Edinburgh Road no Viewpark, North Lanarkshire. Ele foi educado na escola primária de St Columba no Viewpark e depois na escola secundária de St John em Uddingston. Em 2003, Johnstone declarou que ele era católico.
Sua capacidade de futebol foi demonstrada quando ele jogou pela equipe de St Columba que ganhou três troféus entre 1953-54. A equipe de sua escola secundária, St John's, não ganhou nenhum título, mas seu professor de Educação Física, Tommy Cassidy, era um amigo de Sammy Wilson que jogava pelo Celtic na época e Cassidy usou suas conexões para levar Johnstone o Celtic.
Em casa, ele costumava driblar as garrafas de leite todos os dias no corredor durante horas para aperfeiçoar suas habilidades de drible. Ao ler que Stanley Matthews costumava andar no chão de Blackpool usando botas pesadas para fortalecer os músculos das pernas, Johnstone começou a fazer isso.
Apesar da emoção de estar envolvido com o Celtic, Johnstone acabou não jogando, ele acabou deixando o Celtic para jogar para a equipe local da Boys Guild. Além de jogar localmente, a equipe viajou para jogar contra a equipe do Manchester United. A habilidade de Johnstone chamou a atenção dos gigantes ingleses, mas ao retornar à Escócia, o olheiro do Celtic John Higgins o convenceu a voltar ao Celtic. Para ganhar experiência, ele foi emprestado para o Blantyre Celtic. 

## Carreira

### Celtic

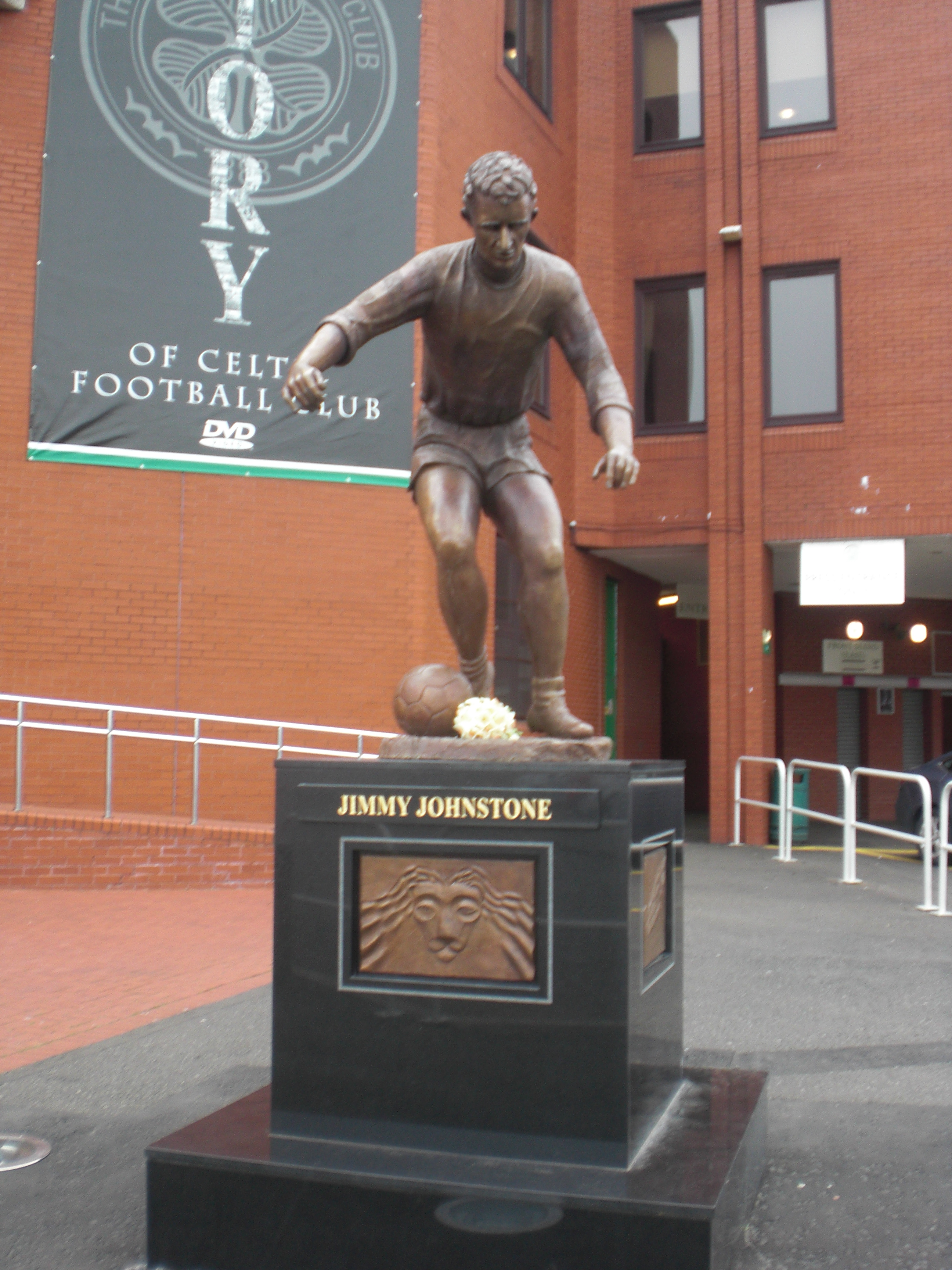
Estátua de Jimmy Johnstone no Celtic Park

Johnstone fez sua estréia no Celtic em 27 de março de 1963, em uma derrota por 6-0 para o Kilmarnock. Sua próxima aparição veio um mês depois contra o Hearts. O Celtic perdeu 4-3, mas Johnstone marcou seu primeiro gol. Apesar das derrotas, as performances de Johnstone o renderam o um lugar no time titular para a final da Copa da Escócia em 4 de maio de 1963 contra os Rangers. O jovem extremo teve uma ótima performance, ajudando o Celtic a empatar em 1-1. Inexplicavelmente, Johnstone foi deixado de fora no jogo seguinte e Celtic foi completamente superado pelos Rangers que acabaram vencendo por 3-0.
Na temporada seguinte, Johnstone estabeleceu-se como titular da equipe. Ele jogou em 25 jogos da liga, marcando seis gols.  Ele também ajudou o Celtic a chegar às meias-finais da Liga dos Campeões da Europa.
Jock Stein chegou ao Celtic em 1965 e nesta época, Johnstone estava lutando para se manter entre os titulares. Stein teve dúvidas sobre Johnstone, considerando-o ser um jogador muito particular em detrimento geral da equipe e deixou-o fora da equipe para a Final da Copa Escocesa de 1965. Johnstone logo ganhou a confiança de Stein com sua habilidade e ganhou um lugar na equipe na final da Copa da Liga que o Celtic ganhou por 2-1 sobre o Rangers em 23 de outubro de 1965. 
Suas 32 aparições e nove gols no decorrer da temporada ajudaram o Celtic a conquistar o primeiro título da liga em 12 anos. Johnstone também ajudou o Celtic a alcançar sua segunda semifinal européia, marcando duas vezes contra Go Ahead Eagles no caminho, mas perdeu pro Liverpool por 2-1.
Johnstone era um dos "leões de Lisboa", a equipe que ganhou a Liga dos Campeões para o Celtic em 1967. Suas performances ao longo da temporada fizeram ele ficar em terceiro lugar no Ballon d'Or.
Duas semanas após a vitória da Liga dos Campeões, o Celtic jogou contra o Real Madrid em 7 de junho de 1967 em uma partida de homenagem ao já aposentado Alfredo Di Stefano. Em frente a mais de 100 mil fãs no Estádio do Bernabéu, Di Stefano jogou durante os primeiros 15 minutos, mas foi Jimmy Johnstone quem roubou o show com uma performance emocionante que teve até mesmo os torcedores espanhóis cantando "Olé!" ao longo do jogo em apreciação de sua habilidade.
Ele ajudou o Celtic a chegar a uma final da Liga dos Campeões na temporada 1969-70. Sua performance no segundo jogo da semifinal contra o Leeds United no Hampden Park foi particularmente impressionante. O zagueiro do Leeds, Terry Cooper, brincou: "Eu adoraria ter chutado Jinky, mas não consegui me aproximar dele!" Billy Bremner descreveu a performance de Johnstone como "uma das maiores performance que já vi", acrescentando que "Jimmy teve um desses jogos onde ele era imparável". 
Celtic jogou contra o Feyenoord na final, mas o Celtic não conseguiu realizar o que tinha na final de 1967 e o Feyenoord dominou a partida e derrotou o Celtic por 2-1 após o tempo extra.
No total, ele fez 308 aparições da Liga no Celtic, marcando 82 gols. Ele também jogou mais 207 vezes para eles na Copa da Escócia, Copa da Liga e na Europa, para um total de 515 jogos. 

### Carreira como Treinador
Mais tarde, ele treinou o San Jose, Sheffield United, Dundee, Shelbourne e Elgin City.

## Seleção Nacional
Ele fez sua estréia na seleção no dia 3 de outubro de 1964, em uma partida do British Home Championship contra o País de Gales. Johnstone fazia parte do time da Escócia que viajou para a Alemanha Ocidental para jogar a Copa do Mundo de 1974, mas ele acabou não participando de nenhum dos três jogos. 
No total, Johnstone atuou em 23 partidas pela Seleção Escocesa, marcando 4 gols.

## Vida posterior
Um documentário sobre a vida de Johnstone, narrado por Billy Connolly e intitulado Lord of the Wing, foi lançado pela BBC em 25 de abril de 2004. 

## Doença e morte
Johnstone morreu no dia 13 de março de 2006. Milhares de torcedores do Celtic e torcedores de muitos outros clubes, incluindo os do arquirrival Rangers, renderam homenagens a sua memória, no dia de seu funeral. Foram inclusive rendidas homenagens a Johnstone antes da final da Copa da Liga Escocesa da temporada 2005-06, que se deu entre Celtic e Dunfermline. 
Houve um minuto de aplausos antes do jogo e toda a equipe do Celtic usou o número 7 em seus shorts, como forma de homenagem.
Em 2011, uma estátua de Jimmy Johnstone e um jardim memorial foram criados em sua antiga escola, perto de sua casa, na Old Edinburgh Road, Viewpark, Uddingston. O jardim foi aberto pela esposa de Jimmy Johnstone, familiares e alguns dos membros sobreviventes da equipe dos Leões de Lisboa. A sua estátua de bronze em tamanho real foi feita pelo escultor John McKenna. 

## Títulos
Clube
- Campeonato Escocês (9): 1965-66, 1966-67, 1967-68, 1968-69, 1969-70, 1970-71, 1971-72, 1972-73, 1973-74
- Copa da Escócia (4): 1966-67, 1970-71, 1971-72, 1973-74
- Copa da Liga Escocesa (5): 1965-66, 1966-67, 1968-69, 1969-70, 1974-75
- Liga dos Campeões da UEFA (1): 1966-67